# Karol Strzałkowski
Karol Strzałkowski (ur. 22 października 1900 w Przemyślu, zm. 15 kwietnia 1965 w Warszawie) – polski nauczyciel, urzędnik państwowy i działacz polityczny, poseł na Sejm Ustawodawczy (1947–1952). 

## Życiorys

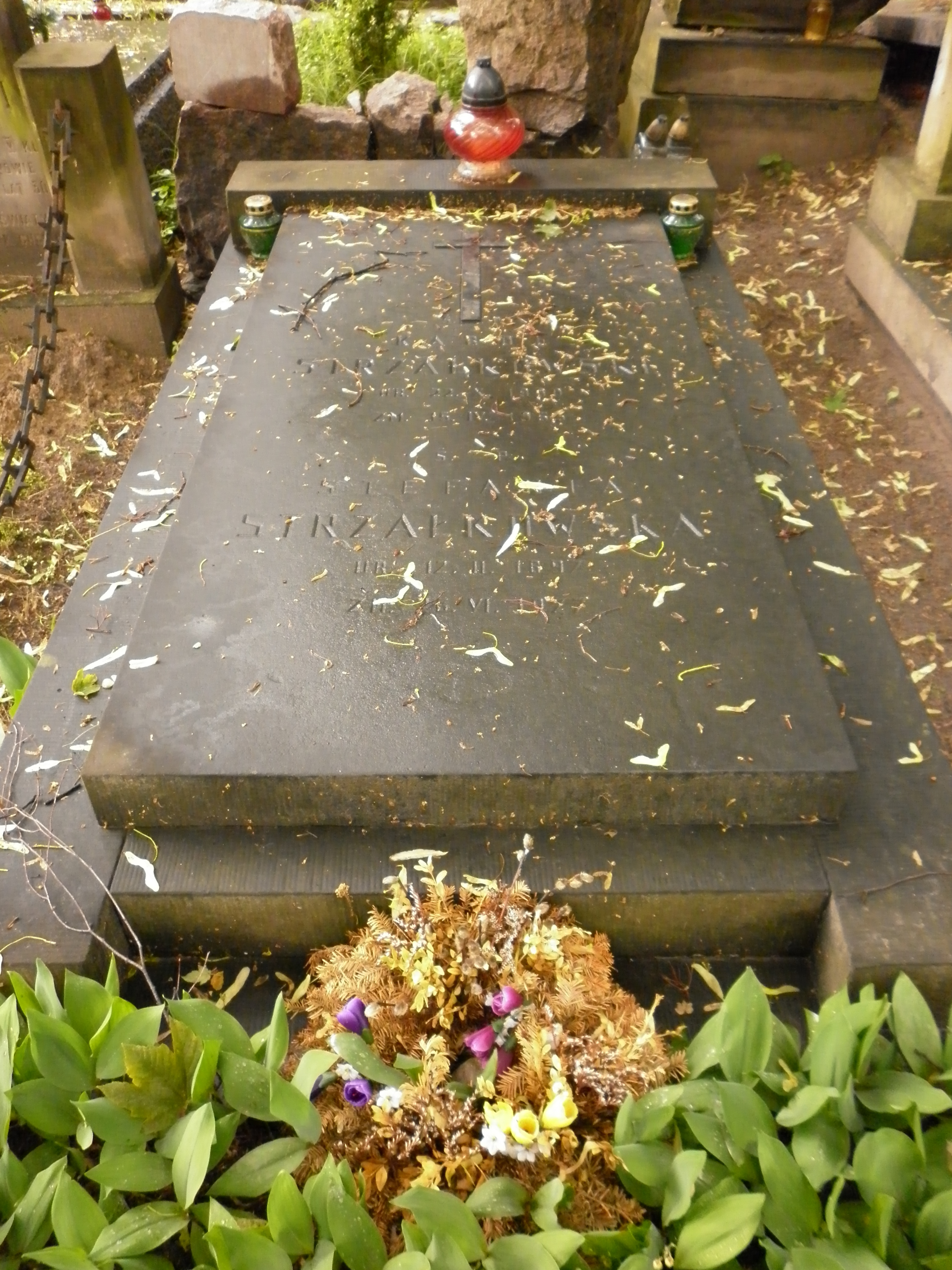
Grób Karola Strzałkowskiego na Powązkach

Kształcił się w Gimnazjum Humanistycznym w rodzinnym Przemyślu. W młodości pracował jako nauczyciel. Ukończył studia historyczne w Państwowym Instytucie Nauczycielskim oraz prawne na Uniwersytecie Warszawskim. W latach 1928–1938 pracował jako urzędnik oświatowy na Lubelszczyźnie, był inspektorem szkolnym w Łukowie, Włodawie i Chełmie. Pracę inspektora kontynuował w okresie II wojny światowej. Po jej zakończeniu organizował szkolnictwo w powiecie łukowskim oraz województwie poznańskim. Od 1945 do 1947 pełnił obowiązki kuratora Okręgu Szkolnego w Poznaniu i w Białymstoku. 
W 1945 wstąpił do Stronnictwa Demokratycznego, zasiadał w jego władzach krajowych (Radzie Naczelnej i Centralnym Komitecie). Był członkiem Wojewódzkich Komitetów w Poznaniu i Białymstoku. Przewodniczył Centralnej Komisji Rewizyjnej (CKR). Z nominacji SD pełnił mandat poselski w Sejmie Ustawodawczym jako przedstawiciel okręgu Świebodzin, pracując w Komisjach Spółdzielczości i Handlu, Skarbowo-Budżetowej (w obowiązkach sekretarza) oraz Oświatowej (jako przewodniczący). 
Od 1949 ponownie zatrudniony w oświacie jako wicedyrektor w Centralnym Zarządzie Szkolnictwa Zawodowego Ministerstwa Handlu Wewnętrznego, dyrektor Departamentu Szkolnictwa dla Pracujących i Oświaty Dorosłych Ministerstwa Oświaty. Od 1961 przebywał na emeryturze. Był członkiem Zarządu Głównego Towarzystwa Przyjaciół Dzieci, a także Prezydium Krajowego Komitetu Społecznego Funduszu Budowy Szkół. 
Odznaczony Krzyżem Komandorskim Orderu Odrodzenia Polski oraz Złotym i Srebrnym Krzyżem Zasługi. Zmarł w 1965, został pochowany na Cmentarzu Komunalnym na Powązkach (kwatera B15-1-19).